# Reussirella lagaaiji
Reussirella lagaaiji är en mossdjursart som först beskrevs av Cadee 1975.  Reussirella lagaaiji ingår i släktet Reussirella och familjen Cupuladriidae. Inga underarter finns listade i Catalogue of Life.